# 스티브 하우이 (배우)
스티브 하우이(Steve Howey, 1977년 7월 12일 ~ )는 미국의 배우이다.

## 출연 작품

### 영화
- 슈퍼크로스 (2005)
- DOA (2006)
- 스틸 웨이팅... (2009, Still Waiting...)
- 스탠 헬싱 (2009)
- 신부들의 전쟁 (2009)
- Losing Control (2011)
- 컨셉션 (2011, Conception)
- 러브 앤 프렌즈 (2011)
- 인 유어 아이즈 (2014)
- 씨 유 인 발할라 (2015, See You in Valhalla)
- 내 완벽한 남사친의 비밀 (2016)
- Love on the Run (2016)
- Making Babies (2018)
- 게임 오버 (2018, Game Over, Man!)
- 데이 시프트 (2022) - 마이크 너제리언 역

### 텔레비전
- 리바 (2001-07)
- 셰임리스 (2011-21)